# Басанська сільська рада
| Басанська сільська рада — колишній орган місцевого самоврядування у Пологівському районі Запорізької області з адміністративним центром у с. Басань. Водоймища на території, підпорядкованій даній раді: р. Мала Токмачка. Сільській раді були підпорядковані населені пункти: - с. Басань - с. Ожерельне |

## Склад ради
Рада складалася з 16 депутатів та голови.

### Керівний склад ради
| ПІБ                         | Основні відомості                                                         | Дата обрання | Дата звільнення |
| --------------------------- | ------------------------------------------------------------------------- | ------------ | --------------- |
| Петрушов Олександр Якимович | Сільський голова, 1954 року народження, освіта, безпартійний              | 26.03.2006   | 31.10.2010      |
| Петрушов Олександр Якимович | Сільський голова, 1954 року народження, освіта вища, член Партії регіонів | 31.10.2010   |                 |

Примітка: таблиця складена за даними джерела